# Comunicação falsa
O crime de comunicação falsa de crime ou de contravenção está previsto no artigo 340 do Código Penal Brasileiro.
Há a ciência às autoridades de um certo crime inocorreu, como no artigo 339 (Denunciação caluniosa), porém, aqui não se movimenta a máquina estatal de persecução penal (delegacia, fórum, Ministério Público, CPI, corregedoria, etc.), não provocando a efetividade da ação policial ou judicial. Neste delito, existe apenas a comunicação, o que no Brasil vulgarmente é conhecido como "trote".
ARTIGO 340 CP: "Provocar a ação de autoridade, comunicando-lhe a ocorrência de crime ou de contravenção que sabe não se ter verificado:" Pena: Detenção, de 1 a 6 meses, ou multa.